# Лазарев (антарктическая станция)
Ла́зарев — бывшая советская антарктическая станция. Действовала с 1959 по 1961 год.

## История
Научная станция Лазарев была открыта Четвёртой САЭ 10 марта 1959 года на шельфовом леднике на Берегу принцессы Астрид и была названа в честь одного из открывателей Антарктиды Михаила Лазарева.
На станции производились научные наблюдения в области метеорологии, аэрологии, актинометрии, гляциологии, геоморфологии и океанологии. Также большое внимание было уделено южным полярным сияниям.
Одной из главных трудностей функционирования являлись метели; за короткое время домики заметались снегом выше крыши на несколько метров. Другой проблемой были опасения, связанные с возможностью разлома шельфового ледника.
После окончания работ Пятой САЭ, 26 февраля 1961 года станция Лазарев была закрыта, так как ранее в 80 километрах к югу от станции была открыта станция Новолазаревская, расположенная на более удобном и безопасном месте в антарктическом оазисе Ширмахера.